# Bothromus cruralis
Bothromus cruralis là một loài tò vò trong họ Ichneumonidae.